# Природни споменик Пет стабала храста ситне границе Голаш
Природни споменик Пет стабала храста ситне границе Голаш се налазе у селу Осмаково, близу Пирота. 
Ова стабла расту једно уз друго и свих пет подједнако, што је права реткост у природи. Под заштитом су државе и представљају симбол села. Према предању, на корену записа (освештаног храстовог стабла) израсло је пет великих стабала, а свако од њих носи име једног свеца.
На овом месту се налази и Запис миро. 
Ових пет храстових стабала мештани Осмакова користе као обредно место, украшавају их деловима одеће и цвећем, а поред њих пале свеће.

## Положај
Са брда Голаш се пружа поглед на долину Осмаковске реке и на северне падине Белаве. На западу, поглед иде до обронака Сврљишких планина, села Бабин Кал, у белопаланачкој општини, и превоја Бабина глава. На северу се протеже село Орља, Орљански камен и нешто већи и виши Пајешки камен.